# Josef Balabán
Generálmajor i. m. Josef Balabán (4. června 1894 – 3. října 1941) byl legionář, československý voják, příslušník odbojové organizace Obrana národa a její zpravodajsko-sabotážní skupiny známé jako Tři králové.

## Mládí
Josef Balabán se narodil 4. června 1894 v hájovně Obora u Dobříše v okrese Příbram v rodině hajného. Základní vzdělání získal v letech 1905 až 1908 na měšťanské škole v Sedlčanech. Poté se vyučil strojním zámečníkem a v roce 1914 nastoupil v Praze u firmy Stross jako kreslič a nástrojař.

## První světová válka
26. října 1914 byl odveden do rakouskouherské armády a zařazen k zeměbraneckému pěšímu pluku v Písku. V jeho řadách odjel v lednu 1915 na ruskou frontu. Již v 3. dubna 1915 byl zajat a umístěn do internačního tábora Kašíra nedaleko Moskvy a poté v Tule. V červenci téhož roku se přihlásil do vznikajících československých legií. Zpočátku byl zařazen u záložního pluku, poté k lehkému dělostřeleckému pluku. Po absolvování poddůstojnické školy byl od listopadu 1917 již jako desátník zařazen k muničnímu parku 1. baterie. V řadách legií se zúčastnil bitev u Lipjag či Buzuluku a střetnutí s bolševickými oddíly.

## První republika
Po návratu do nově vzniklého Československa 22. dubna 1920 se stal, již v hodnosti poručíka příslušníkem československé armády. Nastoupil jako velitel 2. oddílu 1. dělostřeleckého pluku Jana Žižky z Trocnova v Praze. 1. listopadu 1921 byl povýšen na nadporučíka, 1. listopadu 1923 se stal velitelem 1. baterie, v prosinci byl povýšen na kapitána. 2. prosince 1926 byl povýšen na štábního kapitána.
15. září 1929 byl povolán k dělostřeleckému oddělení ministerstva národní obrany, kde působil jako referent osobní skupiny. Rok na to, 7. listopadu 1930 byl povýšen na majora. Od 1. května 1934 do září 1936 působil jako velitel oddílu 1. dělostřeleckého pluku. V té době, k 1. červenci 1936 byl také povýšen na podplukovníka. Od 15. září 1936 byl jmenován přednostou osobní skupiny na MNO.

Josef Balabán
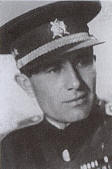
v uniformě
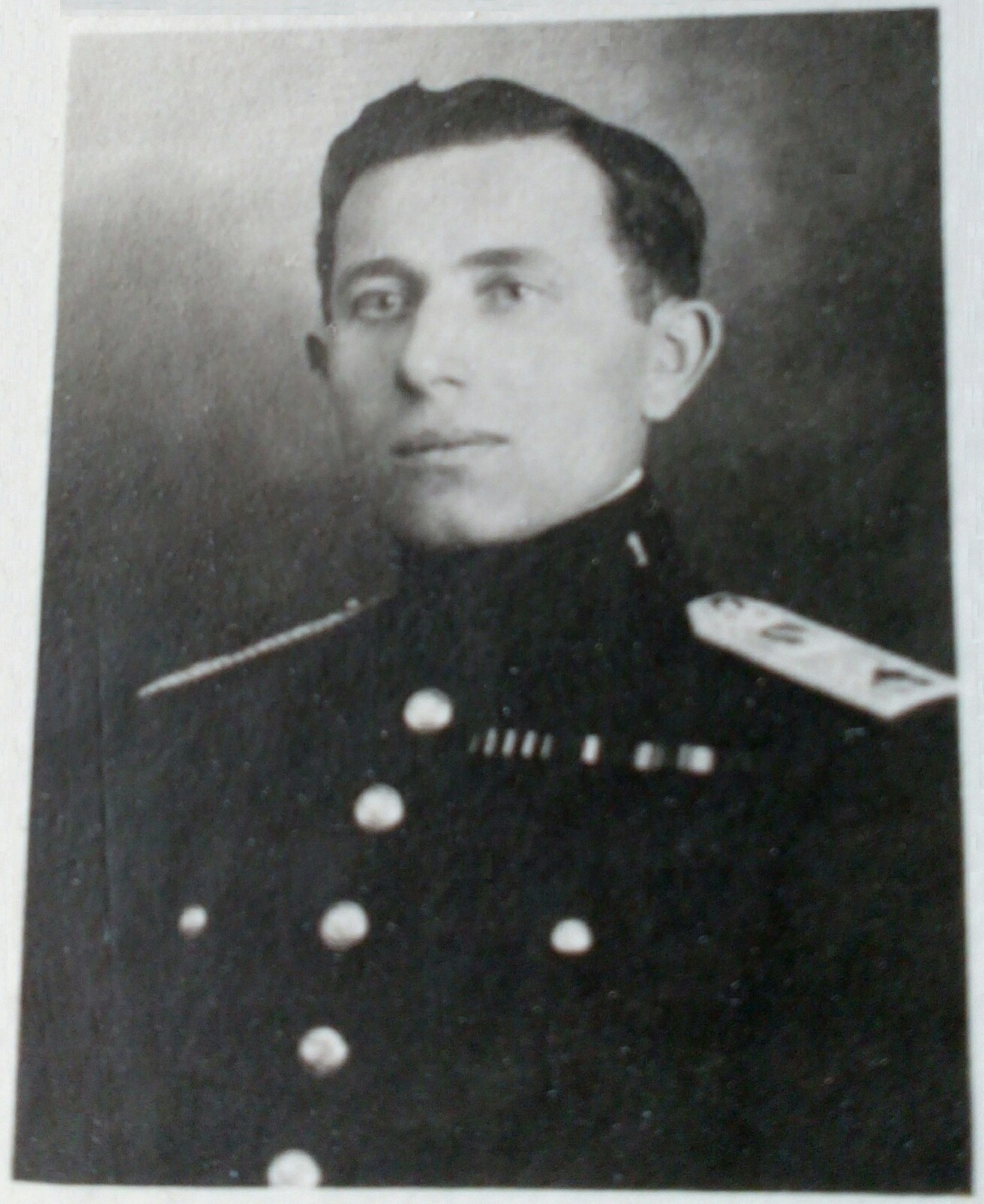
V hodnosti štábního kapitána na tablu absolventů Válečné školy v Praze v roce 1928

## Druhá republika
Poté, co vstoupila v platnost Mnichovská dohoda a Československo přišlo o své pohraniční oblasti, začal s dalšími důstojníky připravovat plány na vytvoření podzemní armády. Okleštěné Česko-Slovensko se stále více dostávalo pod vliv nacistického Německa a Balabán předvídal, že obsazení zbytku republiky je jen otázkou času.

## Okupace
Po okupaci Čech a Moravy nacistickým Německem a zřízení protektorátu se podílel na likvidaci MNO. Z této pozice zodpovídal i za umisťování důstojníků rozpuštěné čsl. armády do civilních profesí. To činil v souladu s plány Obrany národa (ON). Poté byl přidělen k ministerstvu zdravotnictví a sociální péče. Podařilo se mu dosáhnout penzionování, čímž se mohl naplno zapojit do odboje.
Organizoval a vedl jeden z rámcových pluků ON. Navíc začal budovat zpravodajskou síť a od léta 1939 se stal členem užšího vedení ON. Zpravodajská síť měla napojení nejen v Praze, ale kontakty i v Brně, Plzni a dalších důležitých městech. V té době začal navíc v rámci ON formovat skupinu, která měla plnit nejen zpravodajské, ale i diverzní úkoly v boji proti okupační moci. Do skupiny (německými bezpečnostními složkami později pojmenované jako Tři králové) patřili kromě Balabána pplk. Josef Mašín a škpt. Václav Morávek. Díky přísnému dodržování konspiračních opatření se skupině podařilo přečkat likvidaci první garnitury ON.
Od ledna 1940 se stal zástupcem znovuobnovené ON v Ústředním vedení odboje domácího (ÚVOD). Zároveň byla jeho skupina exilovým velením pověřena udržováním kontaktů s jedním z nejdůležitějších agentů předválečného 2. oddělení HŠ Paulem Thümmelem, známým jako A-54. Balabán tento úkol předal Morávkovi, zároveň se ale podílel na vyhodnocování a radiovém předávání informací do Londýna. Osobně pak udržoval kontakty se sovětskými zpravodajci působícími v protektorátu. Zprvu patřil k iniciátorům této spolupráce, v pozdější době ale začal formu těsné spolupráce se Sověty opouštět, neboť se ukázalo, že sovětská strana nejenže neplní dohodu (reciproce ve výměně zpravodajských informací), ale navíc se snaží si domácí odboj v protektorátu podřídit.
Tři králové se pod Balabánovým velením podíleli i na diverzní činnosti. Vrcholem jejich akcí byly dva bombové atentáty provedené v Berlíně. První z nich 15. září 1939 úspěšně zasáhl německé ministerstvo letectví a policejní ředitelství. Druhá diverzní akce v Berlíně byla provedena v únoru 1941 na berlínském Anhaltském nádraží a byla zamířena na vlak Heinricha Himmlera, který unikl smrti jen náhodou (vlak pro technickou poruchu přijel na jiné nádraží).

## Zatčení
Z obavy před infiltrací gestapa do největší odbojové organizace Ústřední vedení odboje domácího i kvůli neshodám s některými představiteli domácího odboje uvedl do provozu vlastní vysílačku známou pod krycím názvem Sparta II. Při jedné z konspirativních schůzek s bývalými armádními rotmistry (tzv. Prstýnkáři), mezi nimiž mělo gestapo svého konfidenta Antonína Nerada, byl 22. dubna 1941 po krátké přestřelce dopaden a zatčen. Po zatčení byl vyslýchán a přestože byl vyšetřovateli mučen, nepodlehl, nic nevyzradil a díky dezinformacím získal čas pro Mašína a Morávka. Těm se podařilo přemístit vysílačku a tím pokračovat dál v činnosti. Když jako zastupující protektor nastoupil R. Heydrich a bylo vyhlášeno stanné právo, byl Josef Balabán odsouzen stanným soudem k trestu smrti. Dne 3. října 1941 byl za prvního stanného práva v jízdárně kasáren bývalého dělostřeleckého pluku v Praze-Ruzyni popraven.

## Po válce

### Povýšení in memoriam
V roce 1946 byl in memoriam povýšen do hodnosti plukovníka, v roce 1947 potom do hodnosti brigádního generála. V květnu 2005 byl povýšen do hodnosti generálmajora.

### Pamětní desky

#### V Praze 6
- Pamětní deska veliteli odbojové skupiny Tři králové Josefu Balabánovi byla slavnostně odhalena na Den vítězství 8. května 2006[p 1] na rohu Evropské a Studentské ulice v Praze 6, v místě, kde byl po boji zatčen gestapem.[4] Na desce je nápis: "V TĚCHTO MÍSTECH BYL PO NEROVNÉM BOJI S GESTAPEM ZATČEN DNE 22. DUBNA 1941 VELITEL LEGENDÁRNÍ ODBOJOVÉ SKUPINY „TŘI KRÁLOVÉ“ GENERÁLMAJOR IN MEMORIAM JOSEF BALABÁN / *4. ČERVNA 1894 †3. ŘÍJNA 1941 / ČEST JEHO PAMÁTCE."[5]
- V Praze 6 Ruzyni, Pilotů 217/12, na dvoře objektu kasáren, se nachází pomník popraveným. Na pomníku je nápis: "RUZYNĚ 1939-1941NEZAPOMENEME / V BÝVALÉ VOJENSKÉ JÍZDÁRNĚ TOHOTO AREÁLU BYLI NACISTY V RÁMCI STANÉHO PRÁVA POPRAVENI TITO VĚRNÍ SYNOVÉ VLASTI, PŘISLUŠNÍCI OBRANY NÁRODA, GENERÁLOVÉ A VYŠŠÍ DŮSTOJNÍCI ČESKOSLOVENSKÉ ARMÁDY (následují data a výčet jmen) 3. října 1941 brig. gen. Josef BALABÁN *5. 6. 1894 / ČEST JEJICH PAMÁTCE."[6]

#### U Dobříše
- Dne 4. června 2021 ve 14.00 hodin byla slavnostně odhalena pamětní deska Josefa Balabána umístěná nedaleko Dobříše na Příbramsku u hájovny Obora 171.[7][8] Deska je umístěna na dřevěném stojanu v prostoru mezi budovami hájovny. Akce se konala za podpory ministerstva obrany ČR a rodiny Colloredo-Mannsfeldů, která spravuje okolní lesy. Odhalení pamětní desky na Balabánově rodném domě organizovalo město Dobříš (starosta města Ing. Pavel Svoboda) a mezi hosty byl za Senát Parlamentu ČR Mgr. Jiří Růžička, za Poslaneckou sněmovnu PČR Mgr. Jana Černochová a Ing. et Ing. Jan Skopeček. K přítomným promluvil historik s spisovatel PhDr. Petr Koura, Ph.D. – autor životopisné knihy Podplukovník Josef Balabán: život a smrt velitele legendární odbojové skupiny „Tři králové“. Součástí slavnostního odhalení pamětní desky byla i statická ukázka samohybné houfnice DANA (z výzbroje jineckých dělostřelců) a přelet letounů JAS-39 Gripen z letecké základny vzdušných sil AČR v Čáslavi.[9]

#### V Sedlčanech
- V Sedlčanech byla 4. června 2019 slavnostně odhalena pamětní deska věnovaná jeho památce na budově 1. ZŠ (Primáře Kareše 68, Sedlčany). Na desce je nápis: "ZDE V LETECH 1905-1908 NAVŠTĚVOVAL MĚŠŤANSKOU ŠKOLU HRDINA A VLASTENEC, GENERÁLMAJOR IN MEMORIAM JOSEF BALABÁN / NAROZEN 4. ČERVNA 1894 V OBOŘE U DOBŘÍŠE / LEGIONÁŘ, DŮSTOJNÍK ČS. ARMÁDY, ZA OKUPACE ČLEN VEDENÍ ODBOJOVÉ ORGANIZACE OBRANA NÁRODA A VELITEL LEGENDÁRNÍ ZPRAVODAJSKO-SABOTÁŽNÍ SKUPINY „TŘI KRÁLOVÉ“. VINOU ZRÁDCE BYL 22. DUBNA 1941 PO KRÁTKÉ PŘESTŘELCE ZRANĚN A ZATČEN GESTAPEM. PŘESTOŽE BYL MUČEN A VYSLÝCHÁN, NEPROZRADIL JOSEFA MAŠÍNA A VÁCLAVA MORÁVKA, ZBÝVAJÍCÍ ČLENY SKUPINY, A UMOŽNIL JIM TAK POKRAČOVAT V ODBOJOVÉ ČINNOSTI. BYL POPRAVEN NACISTY 3. ŘÍJNA 1941 V PRAZE-RUZYNI. MĚSTO SEDLČANY 2019."[10]

- Jeho jméno je rovněž na pamětní desce obětem 2. světové války na zdi městského úřadu v Sedlčanech na náměstí Tomáše G. Masaryka 32.[11]

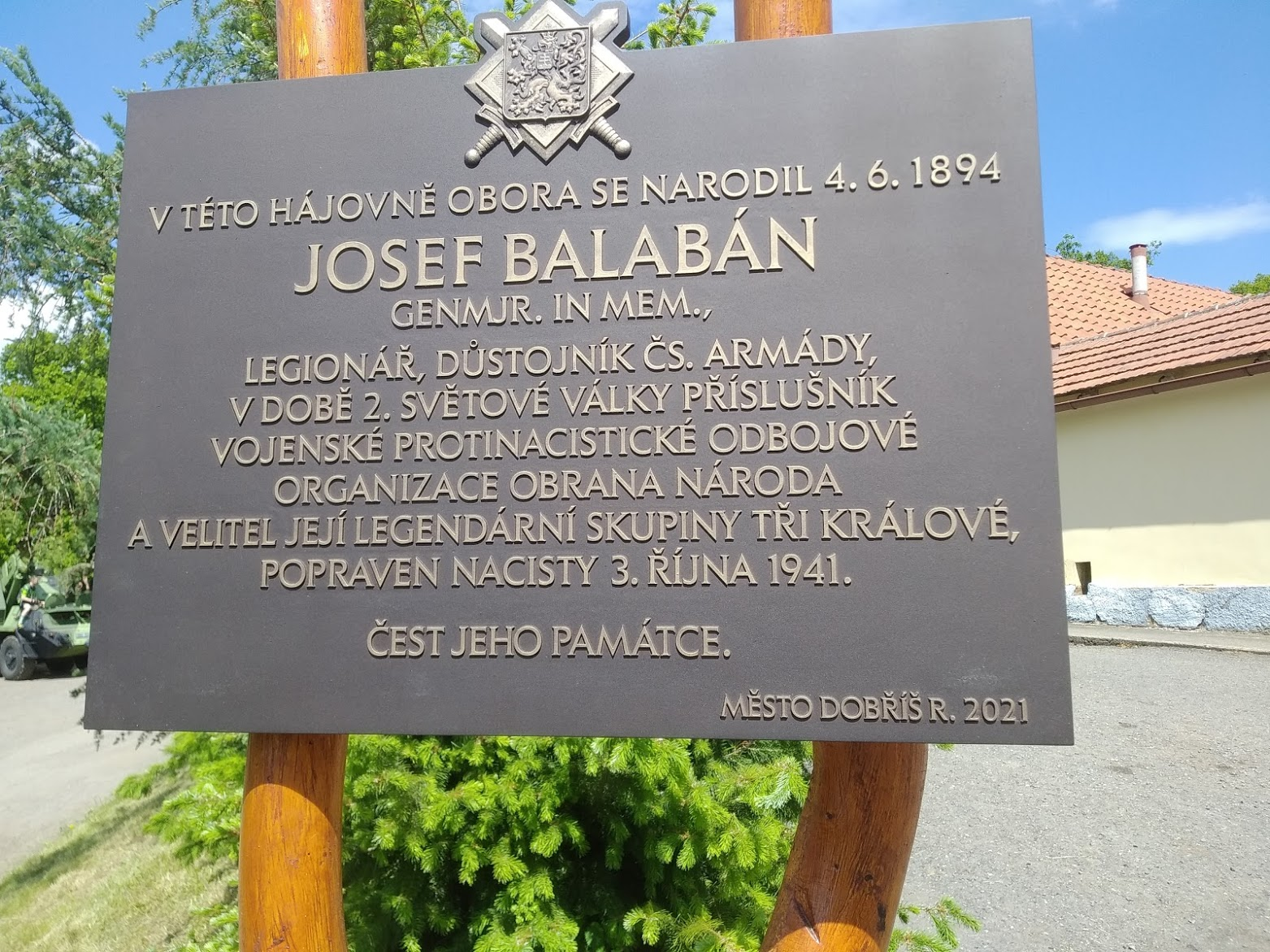
Pamětní deska Josefa Balabána na rodném domě – hájovna Obora 171, Dobříš
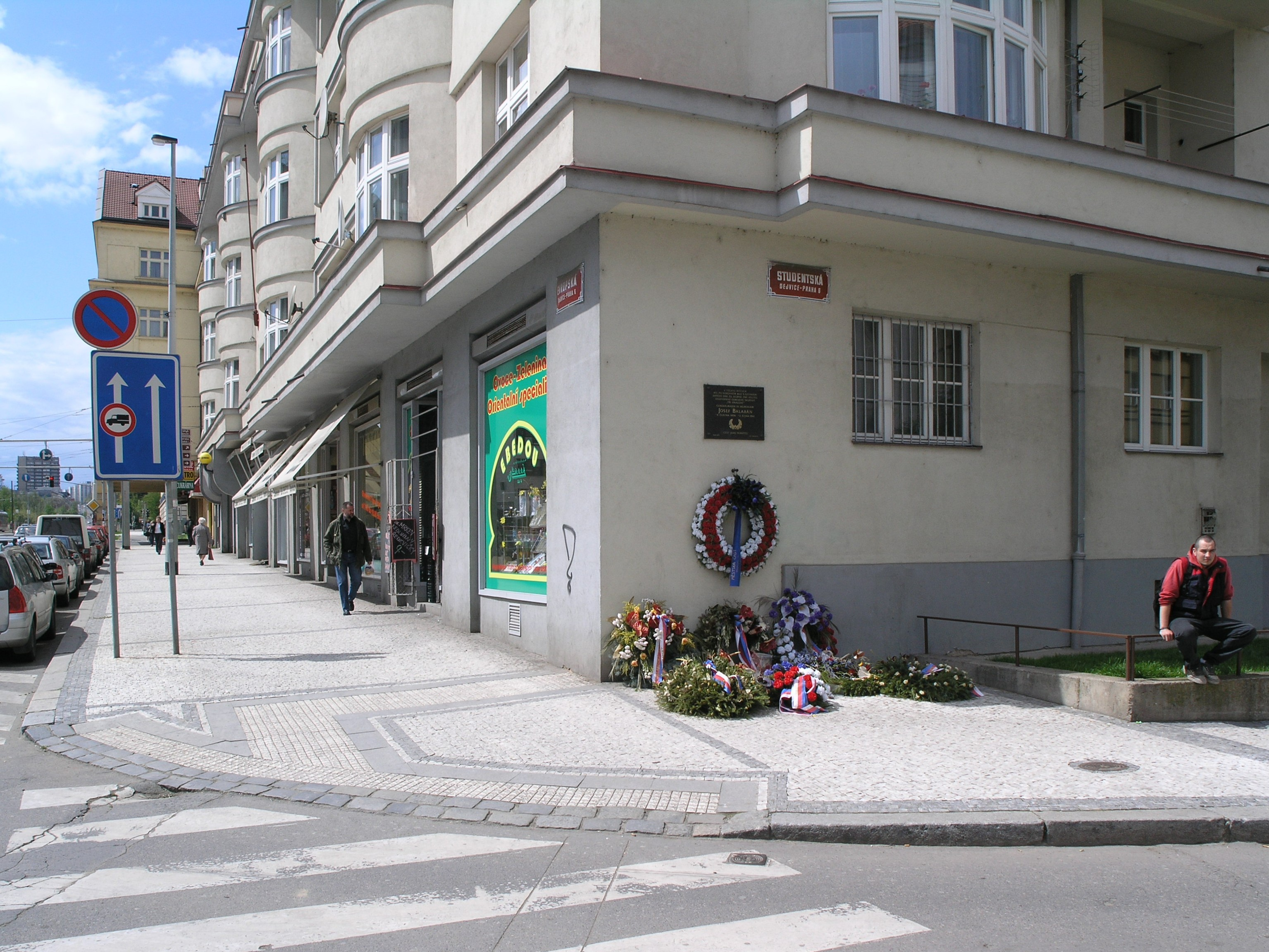
Odhalení pamětní desky ve Studentské ulici Praze-Dejvicích
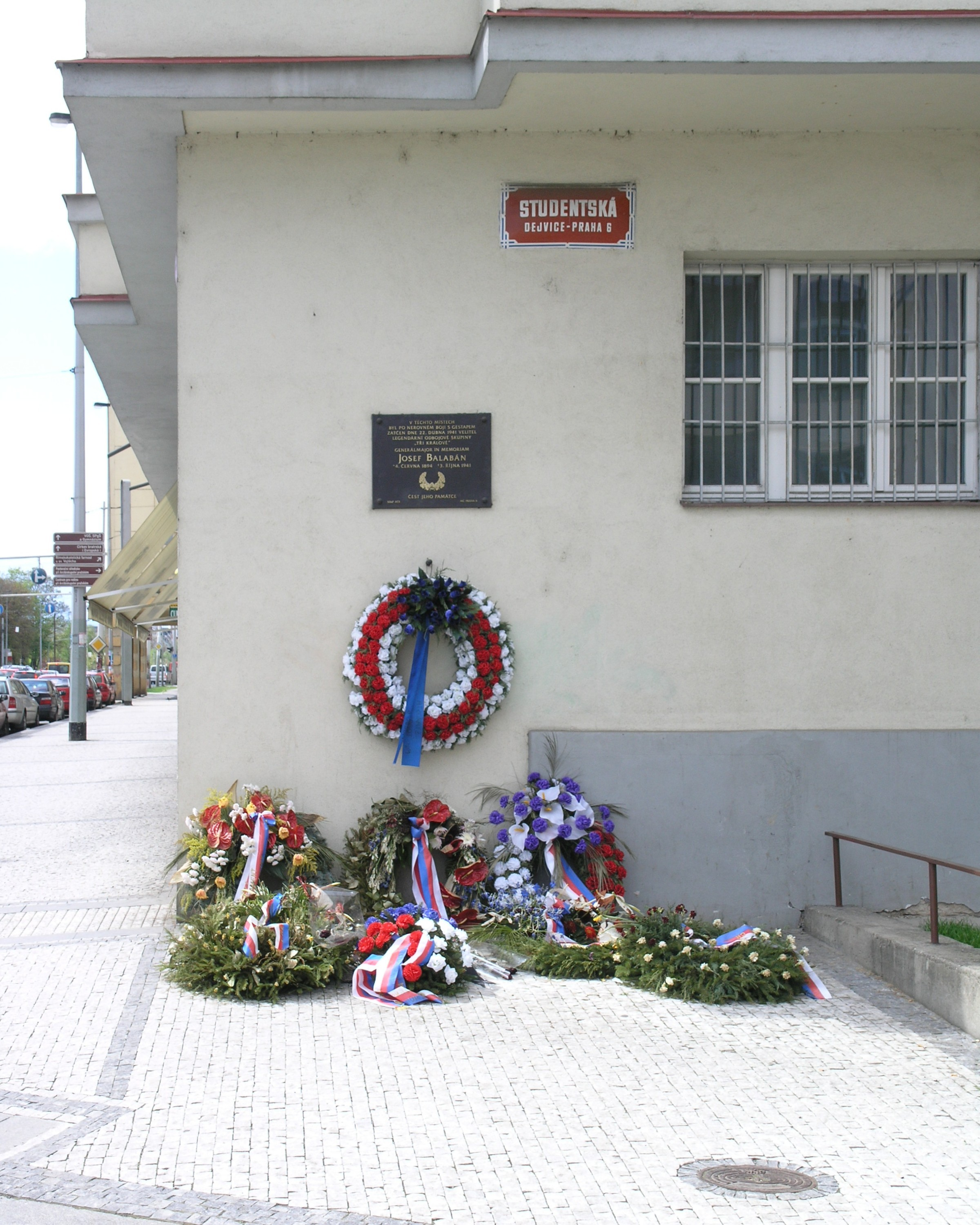
Odhalení pamětní desky ve Studentské ulici Praze-Dejvicích
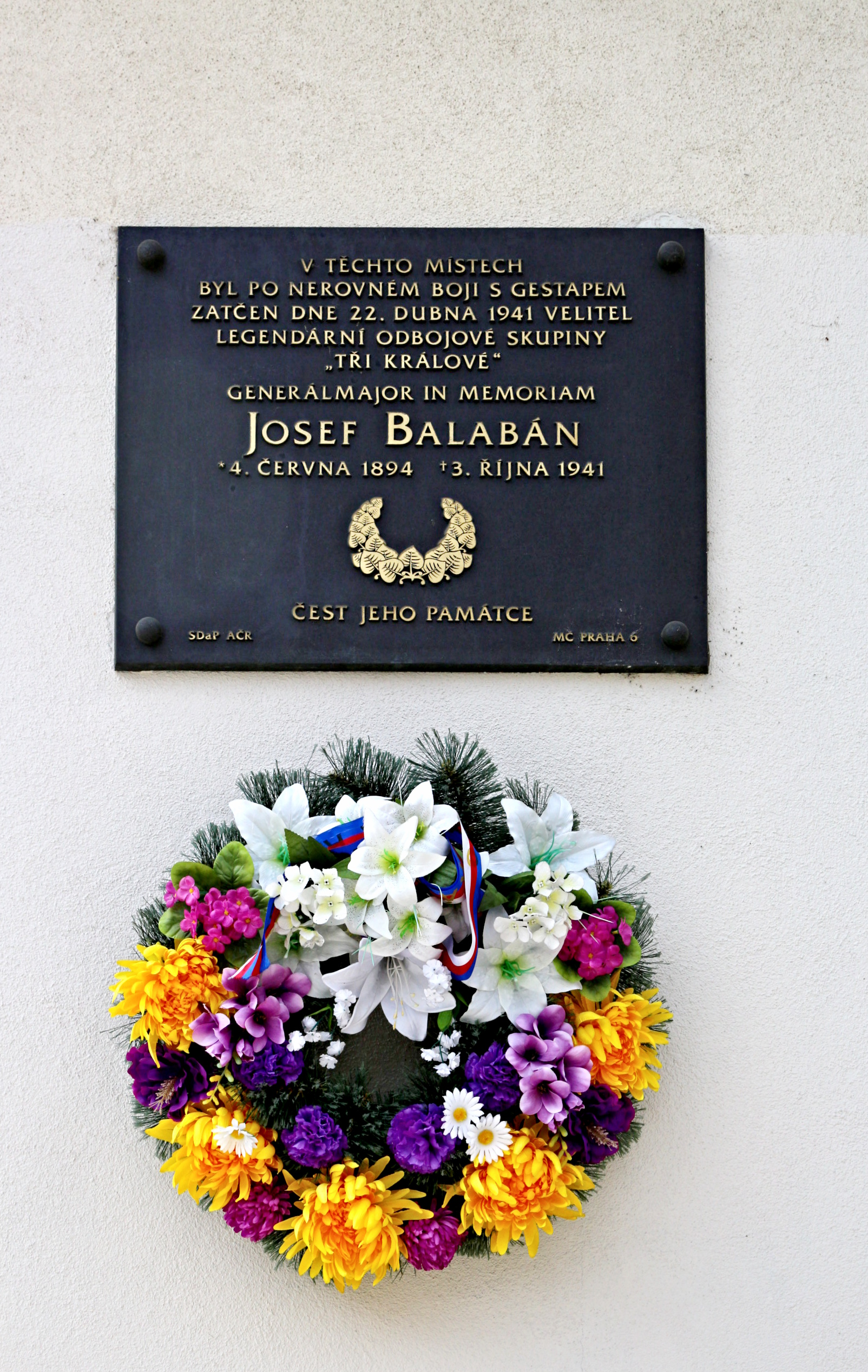
Pamětní deska Josefa Balabána ve Studentské ulici v Praze-Dejvicích
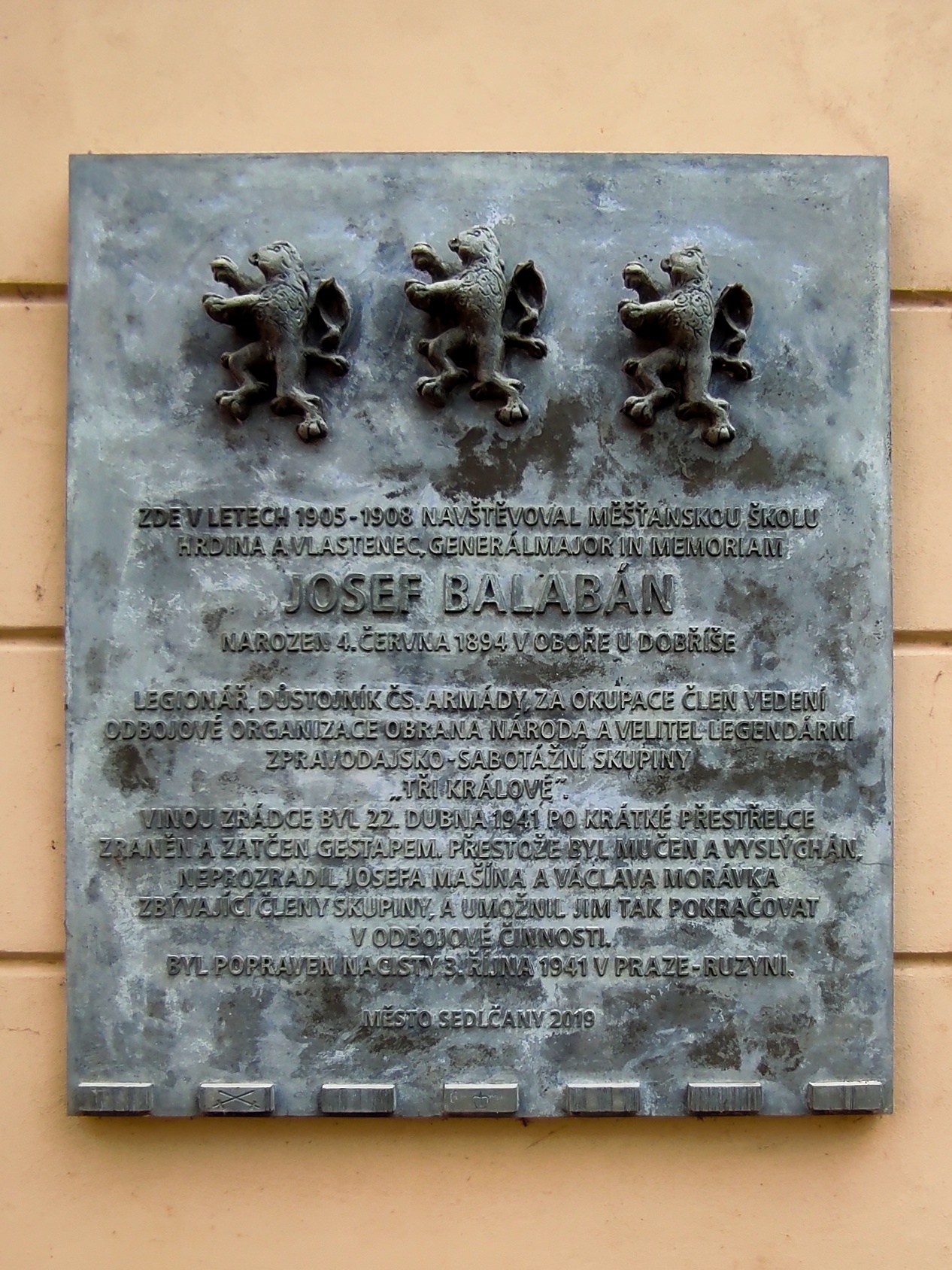
Pamětní deska Josefu Balabánovi na budově 1. ZŠ v Sedlčanech
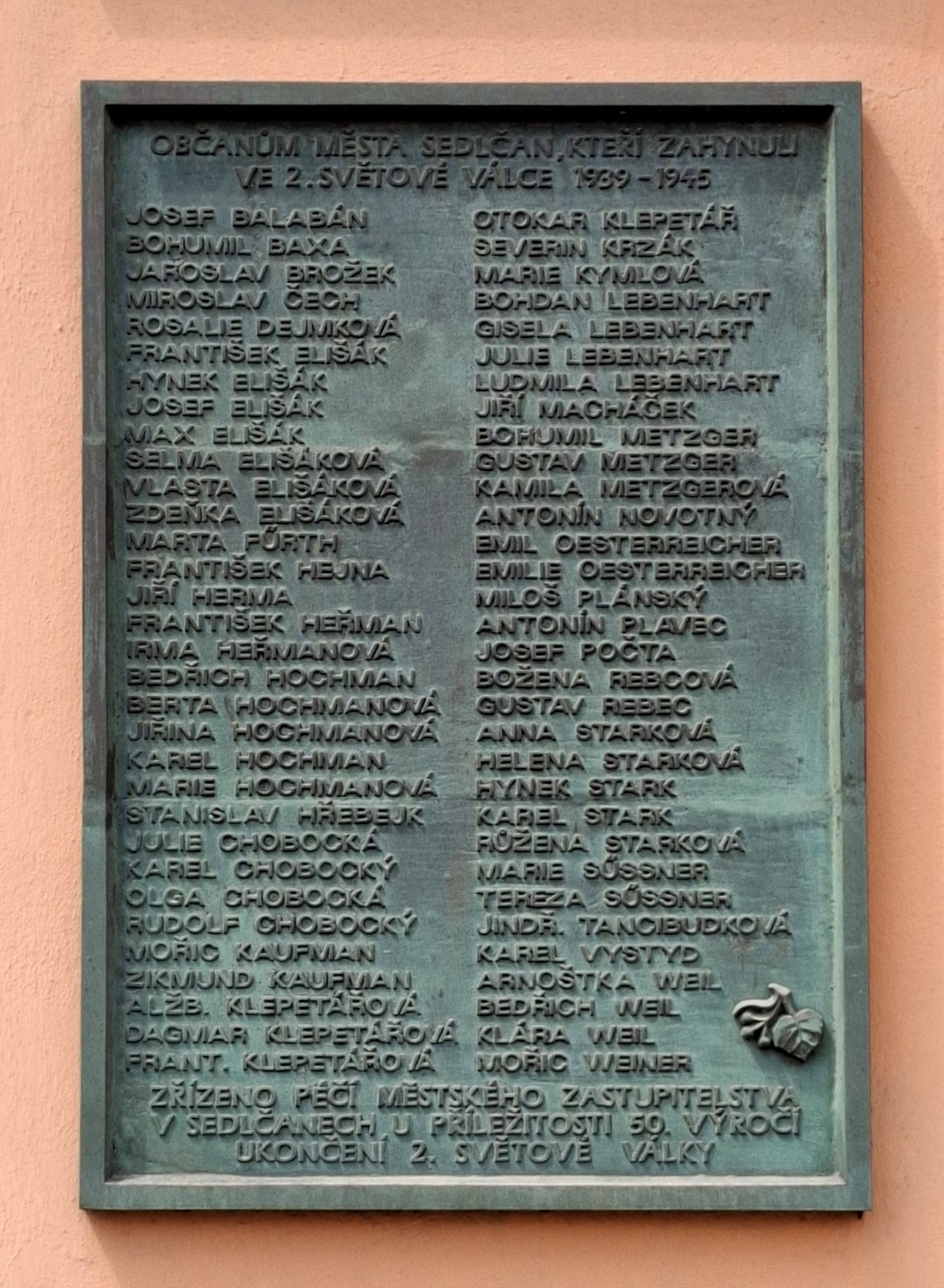
Pamětní deska obětem 2. světové války na zdi městského úřadu v Sedlčanech se jménem Josefa Balabána

## Vyznamenání
- Československý válečný kříž 1914-1918
- Československá revoluční medaile
- Československá medaile Vítězství
- Československý válečný kříž 1939 (in memoriam)
- Řád Milana Rastislava Štefánika II. tř. (in memoriam)
- Vojennyj orděn svjatogo Georgija IV. stěpeni
- Orden Jugoslovenske krune IV. reda
- Řád Bílého lva I. třídy (in memoriam)